# Lokoja
Lokoja er en by beliggende ved floden Niger i den centrale del af Nigeria. Den er administrativ hovedstad for delstaten Kogi og har knap 100.000 indbyggere (2006). Lokoja blev 1914 den første administrative hovedstad for den da britiske koloni Nigeria, som tidligere var inddelt i to protektorater men som dette år forenedes; Lokoja var også hovedstad i det tidligere Northern Nigeria Protectorate. 
Lokoja ligger ved sammenløbet af floderne Niger og Benue, ca. 480 km nord for atlanterhavskysten. I nærheden ligger det 340 meter høje Mount Patta.

## LGA
Lokoja er med sine omgivelser også et Local Government Area med et areal på 3.180 km² og en befolkning på 195.261 mennesker (2006).
7°48′N 6°44′Ø / 7.800°N 6.733°Ø